# Resolutie 1947 Veiligheidsraad Verenigde Naties
Resolutie 1947 van de Veiligheidsraad van de Verenigde Naties werd op 29 oktober 2010 met unanimiteit van stemmen aangenomen door de Veiligheidsraad van de Verenigde Naties.
Met deze resolutie behandelde de Veiligheidsraad het rapport over de vijfjaarlijkse evaluatie van de Vredesopbouwcommissie en vroeg ze de uitvoering van de aanbevelingen erin.
Ter zelfder datum nam ook de Algemene Vergadering van de Verenigde Naties een gelijkaardige resolutie aan.

## Achtergrond
In 2005 richtte men de Vredesopbouwcommissie op die als adviesorgaan moest fungeren bij het bereiken van duurzame vrede na afloop van een conflict.

## Inhoud
De Veiligheidsraad:
- Herinnert aan resolutie 1645.
- Bevestigt het belang van vredesopbouw door de VN en verdere ondersteuningen en middelen voor dit werk.
- Erkent de rol van de Vredesopbouwcommissie als intergouvernementeel adviesorgaan om de noden van landen die uit een conflict komen en naar vrede toegaan te ondervangen.

1. Verwelkomt het rapport "Evaluatie van de Architectuur van de VN-Vredesopbouw" dat gebaseerd is op uitgebreide consultaties met lidstaten en andere betrokkenen.
2. Vraagt alle VN-actoren de aanbevelingen in dat rapport ter harte te nemen om de effectiviteit van de Vredesopbouwcommissie nog te verhogen.
3. Erkent dat het vredesopbouwende werk van de VN blijvende ondersteuning en middelen vereist.
4. Vraagt de Vredesopbouwcommissie om in haar jaarlijkse rapporten de voortgang van de uitvoering van deze aanbevelingen weer te geven.
5. Vraagt een nieuwe evaluatie binnen vijf jaar.
6. Besluit op de hoogte te blijven.

## Verwante resoluties
- Resolutie 1645 Veiligheidsraad Verenigde Naties (2005)
- Resolutie 2086 Veiligheidsraad Verenigde Naties (2013)